# Boughera El Ouafi
Boughera El Ouafi (francès: Boughéra El Ouafi)  (Ouled Djellal i Algèria francesa, 1903 - Saint-Denis i França, 18 d'octubre de 1959) va ser un atleta algerià, especialista en el proves de fons, que va competir sota bandera francesa durant la dècada de 1920. Va ser el primer africà que va guanyar una medalla d'or en uns Jocs Olímpics.
Nascut a Ouled Djellal, en aquell moment part de l'Algèria francesa, va començar a destacar com a corredor mentre treballava en una fàbrica d'armament a França durant la Primera Guerra Mundial. A poc a poc va anar guanyant notorietat en competicions locals i, més tard, internacionals.
El 1924 va prendre part en els Jocs Olímpics d'Estiu de París, on fou setè en la marató del programa d'atletisme. Quatre anys més tard, als Jocs d'Amsterdam, guanyà la medalla d'or en la mateixa prova.
Després de la seva victòria va fer una gira pels Estats Units, on va guanyar uns diners que van fer que deixés de ser considerat un esportista amateur. Això va fer que abandonés l'esport i obrís un cafè a París.
El Ouafi va morir el 18 d’octubre de 1959 a Saint-Denis en circumstàncies controvertides. Algunes fonts diuen que va ser assassinat per membres del Front Nacional d'Alliberament d'Algèria després de negar-se a donar-los suport, mentre que altres diuen que va ser una víctima accidental d’una disputa familiar.

## Millors marques
- Marató. 2h 32' 57" (1928)[4]